# Леньяго
Леньяго, Леньяґо (італ. Legnago, вен. Legnago) — муніципалітет в Італії, у регіоні Венето, провінція Верона.
Леньяго розташоване на відстані близько 380 км на північ від Рима, 90 км на захід від Венеції, 36 км на південний схід від Верони.
Населення — 25 344 особи (2014).

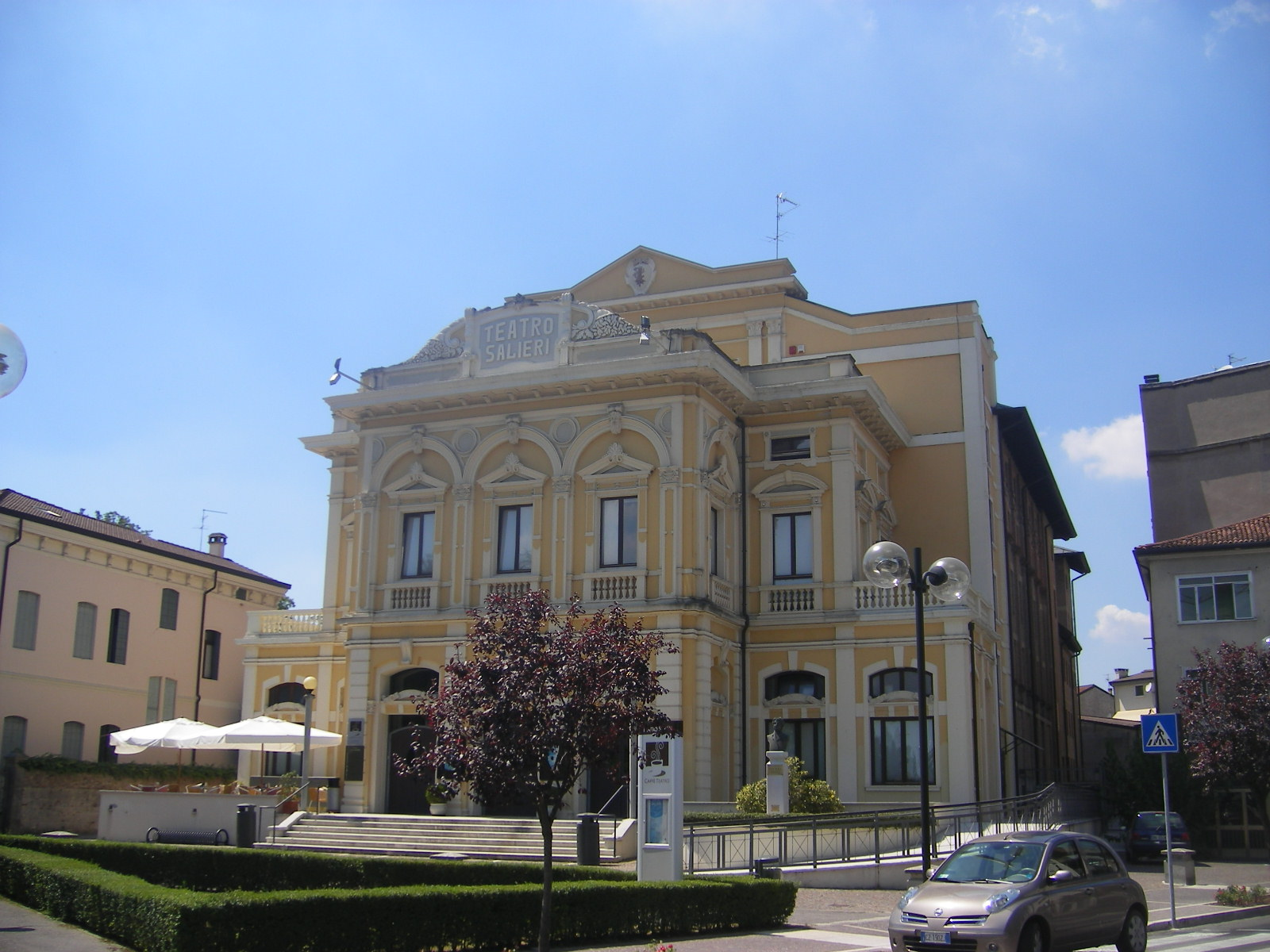

Щорічний фестиваль відбувається 11 листопада. Покровитель — святий Мартин.

## Демографія
Населення за роками:

Станом на 1 січня 2023 року в муніципалітеті офіційно проживало 2695 іноземців з 72 країн, серед них 808 громадян країн Євросоюзу та 119 громадян України.

## Уродженці
- Антоніо Сальєрі (1750—1825) — австрійський композитор, диригент і педагог італійського походження
- П'єрлуїджі Чера (* 1941) — відомий у минулому італійський футболіст, півзахисник, ліберо.

## Сусідні муніципалітети
- Анджарі
- Бергантіно
- Бонавіго
- Боскі-Сант'Анна
- Кастельново-Баріано
- Череа
- Мінербе
- Терраццо
- Вілла-Бартоломеа